# Saint-Pierre-Montlimart
Saint-Pierre-Montlimart és un municipi francès situat al departament de Maine i Loira i a la regió de País del Loira. L'any 2007 tenia 3.177 habitants.

## Demografia

### Població
El 2007 la població de fet de Saint-Pierre-Montlimart era de 3.177 persones. Hi havia 1.300 famílies de les quals 377 eren unipersonals (140 homes vivint sols i 237 dones vivint soles), 427 parelles sense fills, 426 parelles amb fills i 70 famílies monoparentals amb fills.
La població ha evolucionat segons el següent gràfic:
Habitants censats

### Habitatges
El 2007 hi havia 1.394 habitatges, 1.319 eren l'habitatge principal de la família, 8 eren segones residències i 67 estaven desocupats. 1.188 eren cases i 194 eren apartaments. Dels 1.319 habitatges principals, 905 estaven ocupats pels seus propietaris, 405 estaven llogats i ocupats pels llogaters i 9 estaven cedits a títol gratuït; 12 tenien una cambra, 67 en tenien dues, 183 en tenien tres, 315 en tenien quatre i 741 en tenien cinc o més. 937 habitatges disposaven pel capbaix d'una plaça de pàrquing. A 635 habitatges hi havia un automòbil i a 547 n'hi havia dos o més.

### Piràmide de població
La piràmide de població per edats i sexe el 2009 era:
| Homes | Edats   | Dones |
| ----- | ------- | ----- |
| 0     | 95 o +  | 8     |
| 0     | 90 a 94 | 20    |
| 20    | 85 a 89 | 44    |
| 20    | 80 a 84 | 24    |
| 48    | 75 a 79 | 24    |
| 84    | 70 a 74 | 76    |
| 72    | 65 a 69 | 100   |
| 96    | 60 a 64 | 104   |
| 60    | 55 a 59 | 56    |
| 100   | 50 a 54 | 104   |
| 120   | 45 a 49 | 84    |
| 132   | 40 a 44 | 84    |
| 104   | 35 a 39 | 152   |
| 140   | 30 a 34 | 72    |
| 108   | 25 a 29 | 92    |
| 84    | 20 a 24 | 56    |
| 132   | 15 a 19 | 104   |
| 132   | 10 a 14 | 84    |
| 112   | 5 a 9   | 76    |
| 80    | 0 a 4   | 80    |

## Economia
El 2007 la població en edat de treballar era de 1.912 persones, 1.479 eren actives i 433 eren inactives. De les 1.479 persones actives 1.393 estaven ocupades (786 homes i 607 dones) i 87 estaven aturades (32 homes i 55 dones). De les 433 persones inactives 181 estaven jubilades, 126 estaven estudiant i 126 estaven classificades com a «altres inactius».

### Ingressos
El 2009 a Saint-Pierre-Montlimart hi havia 1.375 unitats fiscals que integraven 3.360,5 persones, la mediana anual d'ingressos fiscals per persona era de 16.361 €.

### Activitats econòmiques
Dels 181 establiments que hi havia el 2007, 7 eren d'empreses extractives, 2 d'empreses alimentàries, 2 d'empreses de fabricació de material elèctric, 8 d'empreses de fabricació d'altres productes industrials, 27 d'empreses de construcció, 42 d'empreses de comerç i reparació d'automòbils, 8 d'empreses de transport, 7 d'empreses d'hostatgeria i restauració, 2 d'empreses d'informació i comunicació, 17 d'empreses financeres, 7 d'empreses immobiliàries, 24 d'empreses de serveis, 16 d'entitats de l'administració pública i 12 d'empreses classificades com a «altres activitats de serveis».
Dels 51 establiments de servei als particulars que hi havia el 2009, 1 era una oficina de correu, 6 oficines bancàries, 1 funerària, 2 tallers de reparació d'automòbils i de material agrícola, 2 autoescoles, 4 paletes, 3 guixaires pintors, 7 fusteries, 5 lampisteries, 3 electricistes, 1 empresa de construcció, 4 perruqueries, 3 veterinaris, 4 restaurants, 3 agències immobiliàries, 1 tintoreria i 1 saló de bellesa.
Dels 20 establiments comercials que hi havia el 2009, 2 eren supermercats, 2 fleques, 2 llibreries, 2 botigues de roba, 7 sabateries, 1 una botiga d'electrodomèstics, 1 una botiga de material esportiu, 1 un drogueria i 2 floristeries.
L'any 2000 a Saint-Pierre-Montlimart hi havia 40 explotacions agrícoles que ocupaven un total de 1.530 hectàrees.

## Equipaments sanitaris i escolars
El 2009 hi havia 1 farmàcia i 1 ambulància.
El 2009 hi havia 2 escoles elementals. Saint-Pierre-Montlimart disposava d'un col·legi d'educació secundària amb 349 alumnes.

## Poblacions més properes
El següent diagrama mostra les poblacions més properes.